# Cassagnes, Pyrénées-Orientales
Cassagnes (katalanska: Cassanyes) är en kommun i departementet Pyrénées-Orientales i regionen Occitanien i södra Frankrike. Kommunen ligger i kantonen Latour-de-France som tillhör arrondissementet Perpignan. År 2022 hade Cassagnes 290 invånare.

## Befolkningsutveckling
Antalet invånare i kommunen Cassagnes
| Referens: INSEE |